# 2007年亞洲冬季運動會自由式滑雪比賽-女子
2007年亞洲冬季運動會的自由式滑雪項目中的女子小項在1月31日內舉行，賽事只有5位運動員參與，由於賽際規定同一國家的三位運動員不可同於頒獎台獲獎，因此間接使殿軍的蒙古運動員取得一面銅牌。
| 排名 | 國籍          | 姓名          | 成績        |
| ---- | ------------- | ------------- | ----------- |
| 1    | 中国          | 李妮娜        | 194.57      |
| 2    | 中国          | 徐夢桃        | 184.88      |
| 3    | 中国 · 蒙古国 | 張鑫 烏南巴特 | 175.40 61.2 |
| 4    | 中国          | 郭心心        | 167.41      |